# Station Bąk
Station Bąk is een spoorwegstation in de Poolse plaats Bąk.